# Grünlücke

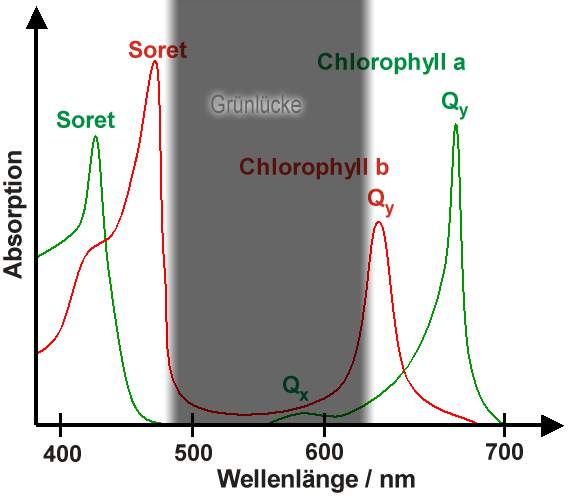
Spektrum der Grünlücke

Die Grünlücke bezeichnet den Bereich zwischen 490 und 620 nm im Absorptionsspektrum von Chlorophyll a und b, in dem kaum Sonnenlicht absorbiert wird.

## Absorption
Da Chlorophyll die Lichtquanten außerhalb dieser Grünlücke in den Blättern und Gräsern absorbiert, wird nur der Spektralbereich um 555 nm remittiert. Dieser Farbreiz verursacht beim Menschen die Farbvalenz Grün. Dies erklärt, warum Pflanzen für das menschliche Auge grün erscheinen.
Die chemische Struktur von Chlorophyll bedingt diese für eine Photosynthese ungenutzte Energie. Die stammesgeschichtliche Entwicklung des Chlorophylls als Energiespender für höhere Pflanzen unterlag noch weiteren Einflüssen. Bekanntermaßen besitzen auch nicht alle Tiere den Sichtbarkeitsbereich wie der Mensch.

## Ökologische Bedeutung
Eine Folge der Grünlücke ist, dass die an der Wasseroberfläche lebenden (grünen) Algen Licht aus diesem Spektralbereich nicht absorbieren. Deshalb können sich in tieferen Gewässerschichten noch Cyanobakterien, Glaucophyta, Cryptophyta und Rotalgen entwickeln. Diese nutzen zur Energiegewinnung aus Licht andere Prozesse und haben sich durch die Bildung von Phycobiliproteiden an die Absorption dieser speziellen Wellenlängen angepasst.

## Nachweis
Theodor Wilhelm Engelmann wies die Grünlücke in einem Bakterienversuch (Engelmannscher Bakterienversuch) nach, der nach ihm benannt wurde. Dabei diente ein Prisma der Spektralzerlegung des Sonnenlichtes. Danach brachte er in unterschiedliche Bereiche des Spektrums die fädige Grünalge Spirogyra. So wurden einige der Algen mit rotem, andere mit blauem und wieder andere mit grünem Licht bestrahlt. Die aufgefangene Menge des jeweils durch Photosynthese produzierten Sauerstoffs zeigte, dass die dem grünen Licht ausgesetzten Spirogyra photosynthetisch erheblich inaktiver waren. Des Weiteren setzte er aerotaktische Bakterien zu, deren Vorhandensein vor allem im blauen und roten Bereich festzustellen war, während der grüne Bereich annähernd frei von ihnen blieb. Hier setzten die nicht arbeitenden Algen keinen Sauerstoff frei.